# Ерецян, Ара
Ара́ Ереця́н (арм. Արա Երեցյան, 23 февраля 1918, Константинополь, Османская империя — 2010, Вена, Австрия) — армянский меценат, спасший более 400 евреев в Будапеште в период Холокоста.
Родители Ары Ерецяна приехали в Венгрию из Константинополя. В межвоенные годы Ара некоторое время был членом ультраправой организации «Скрещенные стрелы», затем вышел из неё и занимался бизнесом. В 1944 году он использовал свои деньги и связи для создания в Будапеште госпиталя, в котором укрывал евреев от геноцида. После окончания войны был арестован советскими оккупационными властями, но через полгода отпущен. Затем жил и умер в Вене. В 1981 году Институт «Яд ва-Шем» за спасение евреев присвоил Аре Ерецяну почётное звание «Праведник народов мира».

## Биография
Ара Ерецян родился в 1918 году в Константинополе, в армянской семье. Его родители Нерсес Ерецян и мать Софи Мехтерян вместе с маленьким сыном и его младшей сестрой и рядом других родственников бежали из Турции, спасаясь от геноцида армян. На британском корабле они приплыли в Италию, но отец хотел навестить своего младшего брата, жившего в Будапеште, который уговорил семью поселиться в Венгрии.
Продав привезённые с собой драгоценности, Нерсес арендовал небольшую мастерскую. Дело шло успешно, продукция продавалась даже в Великобритании. Софи Ерецян создала ателье, которое стало одним из ведущих салонов моды в Будапеште. Но родители Ары вскоре развелись. Мать отправила мальчика учиться во Францию, а затем в Италию, где он был воспитанником армянского монашеского ордена мхитаристов.
Вернувшись в Венгрию, Ара Ерецян взял себе имя Дьёрдь (венг. György). В начале 1930-х годов Ерецян вступил в молодёжную организацию праворадикальной «Партии скрещённых стрел» и даже возглавил её. Однако, выяснилось, что политика молодёжной организации существенно отличалась от политики самой партии. Самостоятельность молодёжной организации была ликвидирована, а Ерецян покинул её ряды. Израильский институт «Яд ва-Шем» пишет, что это произошло из-за несогласия Ерецяна с политикой преследования евреев.
После неудачи в политике Ара Ерецян занялся бизнесом и создал химический завод Neokémia Vegyipari Művek. Бизнес оказался очень успешным и Ерецян инвестировал деньги также в утилизацию отходов кокса, консервирование овощей и даже в импорт гоночных мотоциклов.
В 1944 году в ходе Второй мировой войны Ерецян был назначен командиром гражданской обороны в шестом квартале Будапешта. После нацистского переворота и прихода к власти «Партии скрещённых стрел» Ара Ерецян использовал своё влияние, чтобы помочь преследуемым евреям. Ему удалось спасти около 400 евреев в Будапеште. После того, как в Будапешт вошла Красная армия, Ара Ерецян был арестован и полгода провёл в следственном изоляторе.
Ерецян покинул Венгрию в 1958 году и обосновался в Вене, где и умер в 2010 году.

## Спасение евреев
Пользуясь своими связями в «Партии скрещённых стрел», Ерецян на собственные деньги в 1944 году организовал в Будапеште клинику, находившуюся под контролем посольства нейтральной Швеции. Ерецян обратился к министру внутренних дел Венгрии с предложением бесплатно помогать раненым военным и гражданским. Министр подписал документ, чтобы Ерецяну разрешили собрать лучших врачей и выдать всё необходимое для нового госпиталя. Возглавил клинику известный венгерский психиатр еврейского происхождения Ференц Вольгеши.
Ерецян смог раздобыть фальшивые документы, благодаря которым в больнице работали 40 еврейских врачей. Кроме этого в больнице под видом пациентов скрывались семьи этих врачей и другие евреи — всего около четырёхсот человек. В самой больнице Ерецяну помогал Ласло Надь, также впоследствии признанный праведником народов мира. Он вёл учёт всех выписанных лекарств и пациентов, которым была оказана помощь. Аккуратно оформленные Надем документы производили благоприятное впечатление на проверяющих из «Скрещённых стрел», которые, ознакомившись с бумагами, даже не приезжали в клинику.
В книге «Воспоминания выжившего» канадский врач Норберт Кереньи рассказал, что в то время, когда ему было 17 лет, он встретил на улице Будапешта бывшего одноклассника, который сообщил Ерецяну, что видел входящего в больницу еврея и потребовал его арестовать. Ерецян ответил, что этого еврея знает лично и посоветовал доносчику проявить патриотизм на фронте.
Незадолго до штурма города Красной армией кто-то донёс, что в больнице прячутся евреи. Солдаты пришли в больницу и потребовали от охраны сдать оружие. Ара Ерецян предложил никого не трогать, пока не поговорит с высшим руководством. Через час он вернулся с письмом министра, в котором было сказано, что это военный госпиталь, и он вне подозрений. Позднее Ерецян признался, что письмо он подделал.

## Признание заслуг и память
В своих воспоминаниях о заключении в советской тюрьме Ара Ерецян писал, что спецслужбам нужны были признания арестованных в подпольной антисоветской деятельности, чтобы оправдать своё существование и получить поощрение, но он единственный из примерно 60 заключённых не дал признательных показаний.
Ходатайство выживших евреев в адрес венгерских властей с просьбой наградить Ерецяна не было удовлетворено.
26 февраля 1981 года Институт «Яд ва-Шем» присвоил Аре Ерецяну почётное звание «Праведник народов мира». В 1982 году посол Израиля в Вене и епископ Армянской церкви вручили Аре Ерецяну медаль на церемонии, которая проходила в Армянской церкви. Яд ва-Шем включил Ару Ерецяна в список праведников мира в Армении. Он стал первым из 24 армян, которым присвоено это почётное звание.
Американская писательница Джули Оррингер в художественном романе «Невидимый мост» на нескольких страницах описывает клинику, в которой скрывались евреи, и Ару Ерецяна. Сам Ерецян в 1993 году опубликовал небольшую книгу воспоминаний на венгерском языке «A védett ház» («Защищенный дом»).